# Trachymene ornata
Trachymene ornata är en flockblommig växtart som beskrevs av George Claridge Druce. Trachymene ornata ingår i släktet Trachymene och familjen flockblommiga växter. Inga underarter finns listade i Catalogue of Life.